# АСА
АСА Арапирака (порт. Agremiação Sportiva Arapiraquense), либо полностью Агремиаса́н Спорти́ва Арапира́кенсе (Спортивное объединение Арапираки) — бразильский футбольный клуб из города Арапирака, штат Алагоас. Занимает в исторической иерархии клубов штата твёрдое третье место после двух клубов из Масейо — КРБ и ССА. Семикратный чемпион штата, выступает в Серии D Бразилии.

## История
Прародителем АСА была команда железнодорожников «Ферровиарио», игравших в 1951 году в той же чёрно-белой форме, что и будущий клуб АСА. Но с окончанием строительства железной дороги «Ферровиарио» исчез.
Клуб АСА был основан 25 сентября 1952 года под названием Associação Sportiva Arapiraquense (Спортивная ассоциация Арапираки). С 1953 года команда стала выступать в Лиге Алагоано и сразу же выиграла этот турнир. Победитель турнира в Масейо «Ферровиарио» отказался играть с чемпионом глубинки (интериора), поэтому та победа была признана Федерацией футбола штата только в 1954 году.
С 4 сентября 1977 года клуб носит современное название. В 1979 году команда провела один сезон в Серии A чемпионата Бразилии — во многом, благодаря запутанной формуле первенства, в котором участвовало множество десятков клубов.
Настоящие «золотые годы» для команды пришли в первое десятилетие XXI века — команда выиграла шесть чемпионатов штата начиная с 2000 года. В 2010 году, после многолетнего отсутствия, вернулась в Серию B Бразилии.
| Выступления в чемпионатах Бразилии |          |       |
| Год                                | Дивизион | Место |
| 1979                               | Серия A  | 40-е  |
| 1980                               | Серия B  | 28-е  |
| 1981                               | Серия B  | 41-е  |
| 1984                               | Серия B  | 17-е  |
| 1992                               | Серия C  | 23-е  |
| 1997                               | Серия C  | 17-е  |
| КЖА 2000                           | Серия C  | 34-е  |
| 2001                               | Серия C  | 31-е  |
| 2003                               | Серия C  | 28-е  |
| 2005                               | Серия C  | 42-е  |
| 2007                               | Серия C  | 63-е  |
| 2008                               | Серия C  | 11-е  |
| 2009                               | Серия C  | 2-е   |
| 2010                               | Серия B  | 9-е   |
| 2011                               | Серия B  | 16-е  |
| 2012                               | Серия B  | 13-е  |
| 2013                               | Серия B  | 20-е  |
| 2014                               | Серия C  | 9-е   |
| 2015                               | Серия C  | 6-е   |
| 2016                               | Серия C  | 8-е   |
| 2017                               | Серия C  | 20-е  |
| 2018                               | Серия D  | 58-е  |
| 2019                               | Серия D  | 33-е  |
| 2021                               | Серия D  | 54-е  |
| 2022                               | Серия D  | 6-е   |

## Достижения
- Чемпион штата Алагоас (7): 1953, 2000, 2001, 2003, 2005, 2009, 2011
- Обладатель Кубка штата Алагоас (3): 2015, 2020, 2021
- Финалист Кубка Нордесте (1): 2013